# Marijana Mišković Hasanbegović
Marijana Mišković Hasanbegović (8. srpnja 1982.), hrvatska judašica. 
Višestruka hrvatska prvakinja.
Članica AJK Student.
Na europskom prvenstvu u Tbilisiju 2009. osvojila je broncu u kategoriji do 63 kg, što je bila prva hrvatska judo medalja s nekog od najvećih natjecanja od hrvatskog osamostaljenja.
Sudionica OI 2012. u Londonu.
Na europskom prvenstvu u Varšavi je u djevojčadskoj konkurenciji s Hrvatskom u sastavu Tena Šikić, Tihea Topolovec, Marijana Mišković Hasanbegović , Barbara Matić, Ivana Šutalo osvojile broncu na Europskom seniorskom prvenstvu u judu u Varšavi.